# Хору
 Хору (рос. Хору, Кечитсу, Кечит-Су, крим. Horu, Keçit Suv, Хору, Кечит Сув) — маловодна річка в Україні у Бахчисарайському районі Автономної Республіки Крим, у гірському Криму. Ліва притока річки Качи (басейн Чорного моря).

## Опис
Довжина річки приблизно 9,23 км, найкоротша відстань між витоком і гирлом — 8,54  км, коефіцієнт звивистості річки — 1,08 . Формується декількома безіменними струмками та загатами.

## Розташування
Бере початок на північно-східних схилах гори Чуку (756,8 м). Тече переважно на північний захід понад горами Чутхирган (520,8 м) та Курушлю (597,2 м), через село Високе (до 1944 року — Керменчик, крим. Kermençik, рос. Высокое) , Баштанівку (до 1944 року — Пички, крим. Pıçqı, рос. Баштановка)  і на південно-західній стороні від села Машине (до 1945 року — Татаркой, крим. Tatarköy, рос. Машино)  впадає у річку Качу.

## Цікаві факти
- У пригирловій частині річка протікає листяним лісом[6].
- Гирло річки розташоване неподалік від Качинського каньйону та печерного монастиря Качі-Кальон.
- На південно-західній стороні від гирла (село Башташівка) знаходиться джерело Качієджа[6][7].